# Бен Феринга
Бѐрнард Лю̀кас Фѐринга (на нидерландски: Bernard Lucas Feringa, [ˈbɛrnɑrt ˈlykɑs ˈfeːrɪŋɣaː]) е нидерландски химик.
Роден е на 18 май 1951 година в Баргер Компаскюм, Дренте, в селско католическо семейство. Завършва Гронингенския университет, където през 1978 година защитава и докторат, след което работи за химическата компания „Роял Дъч Шел“. От 1984 година преподава в Гронингенския университет. Приносите му са в областта на органичната химия и нанотехнологиите.
През 2016 година Феринга, заедно с Фрейзър Стодарт и Жан-Пиер Соваж, получава Нобелова награда за химия „за разработването и синтеза на молекулярни машини“.